# Província romana de Síria
La província romana de Síria fou establerta el 64 aC amb els antics territoris selèucides i comprenia nombroses ciutats lliures i tetrarquies o petits principats. El regne de Commagena no en va formar part, ja que era nominalment independent i aliat de Roma. Els petits principats com Iturea i Judea foren annexionats al segle i i les ciutats lliures van també perdre els seus privilegis al llarg del mateix període. Síria va ser una província romana des del 64 aC fins al 636.
En el període de govern romà, la gran ciutat d'Antioquia, (anomenada l'«Atenes de l'est» era la capital provincial. Era una de les més grans ciutats del món antic, amb una població estimada de 500.000 habitants, sent un pròsper centre de comerç i d'indústria. En ser una de les grans ciutats més riques i populoses de les províncies de l'Imperi Romà, s'ha estimat que la població de la Síria romana al començament de l'imperi, només va ser sobrepassada a meitats del segle xx, amb un cens de 78.000.000 o més, incloent Palestina i al territori del riu Jordà, exclosa la part oriental de l'actual regió enllà de l'Eufrates.
En l'època romana, Síria era la llar d'Heliogàbal, un emperador romà de la dinastia Severa que va regnar des del 218 fins al 222. La seva família tenia drets hereditaris sobre el sacerdoci del déu del sol El-Gabal, de qui Heliogàbal era el gran sacerdot a Emesa (actual Homs), en sirià.

## Paleocristianisme
Síria va ser important en la història del cristianisme: Pau de Tars es va convertir a aquesta religió en la carretera a Damasc i va emergir com una significant figura del primer nucli de l'Església cristina d'Antioquia, primera ciutat no jueva que es va convertir al cristianisme. Ciutat a la que va pelegrinar sovint en els seus viatges missionals.

## Conseqüències

### Síria sota l'Imperi Romà d'Orient

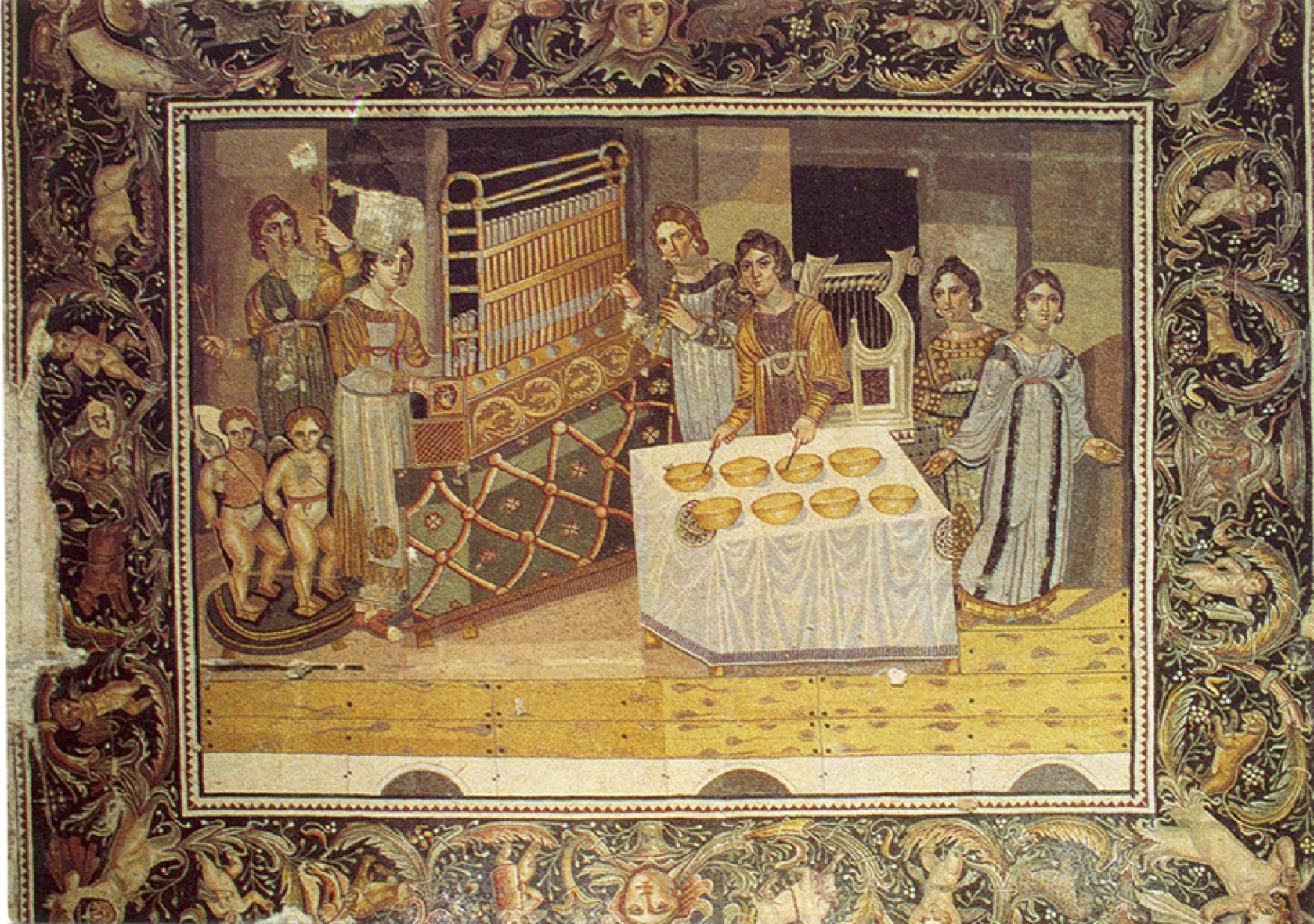
Mosaic de l'era bizantina de 20 m² trobat a Mariamin, Síria, actualment situat al museu de Hama

Després del 415, Síria Coele fou subdividida en Síria I (o Syria Prima), amb la capital restant a Antioquia, i Síria II (Syria Secunda) o Syria Salutaris, amb capital a Apamea. El 528, Justinià I va esculpir la petita província costanera de Teodoriada fora del territori de les dues províncies.Kajdan, A. The Oxford Dictionary of Byzantium (en anglès).  Oxford University Press, 1991. ISBN 0-19-504652-8.

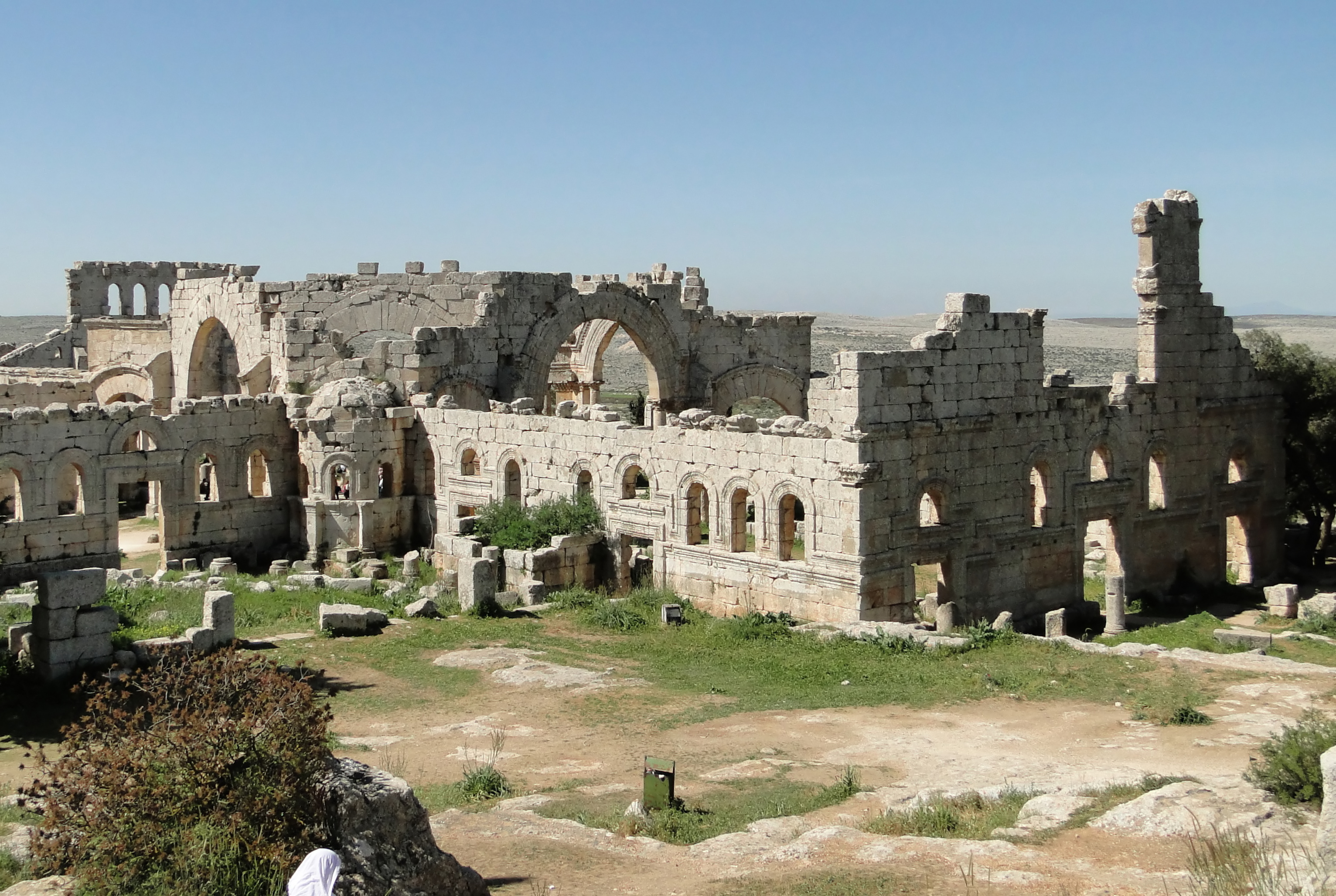
Església de Sant Simeó Estilita, una de les esglésies més antigues del món que han sobreviscut fins als nostres dies

## Ciutats lliures de Síria
Foren ciutats lliures: Antioquia, Selèucia de Piera, Epifania, Apamea, Trípolis, Sidó, Tir, Dora, Samària, Cesarea (abans Turris Stratonis), Joppa o Joppe, Iamnia i Iamnea, Azotus, Gaza, Marissa i les ciutats de la Decàpolis.
Juli Cèsar va declarar lliures a Gabala, Laodicea ad Mare i Ptolemais.
Van existir dinasties locals a: Calcis (Chalcis ad Belum), Aretusa i Emesa, Abila (Abilene), Damasc (regne dels nabateus, incorporat com a província el 105), Judea i Palmira.

## Governadors romans de Síria
- Marc Emili Escaure (Marcus Aemilius Scaurus) 63-60 aC
- Luci Marci Filip (Lucius Marcius Philippus) 60-59 aC
- Gneu Corneli Lèntul Marcel·lí (Cnaeus Cornelius Lentulus Marcellinus) 58-57 aC
- Aule Gabini (Aulus Gabinius) 57-55 aC
- Marc Licini Cras Dives I (Marcus Licinius Crassus Dives) 55-53 aC
- Gai Sext Juli Cèsar (Caius Sextus Julius Caesar) 53 aC
- Gai Cassi Longí I (Caius Cassius Longinus) I 53-51 aC
- Marc Calpurni Bíbul (Marcus Calpurnius Bibulus) 51-50 aC
- Veientó o Veientoni (Veiento o Veientonius) 50-49 aC
- Quint Cecili Metel Pius Escipió (Quintus Caecilius Metellus Scipio) 49-47 aC
- Gai Sext Juli Cèsar (Caius Sextus Julius Caesar) 47-46 aC (segona vegada)
- Quint Cecili Bas (Quintus Caecilius Bassus) 46-44 aC
- Luci Estaci Murc (Lucius Statius Murcus) 44-43 aC
- Gai Cassi Longí I (Caius Cassius Longinus I) (segona vegada) 43-42 aC
- Luci Cassi Longi (Lucius Cassius Longinus), 42 aC
- Luci Decidi Saxa (Lucius Decidius Saxa) 41-40 aC
- Ocupació dels parts 40-39 aC
- Publi Ventidi Bas (Publius Ventidius Bassus) 39-38 aC
- Gai Sosi (Caius Sosius) 38-35 aC
- Luci Munaci Planc (Lucius Munacius Plancus) 35-31 aC
- Luci Calpurni Bíbul (Lucius Calpurnius Bibulus) 31-30 aC
- Quint Didi (Quintus Didius) 30-27 aC
- Cassi Longí (Cassius Longinus) 27-22 aC
- Marc Vipsani Agripa (Marcus Vipsanius Agrippa) 22-12 aC
- Titi (Titius) 11-10 aC
- Gai Senti Saturní (Gaius Sentius Saturninus) 9-6 aC
- Publi Quintili Var (Publius Quinctilius Varus) 6-4 aC
- Gai Senti Saturní (Gaius Sentius Saturninus) (segona vegada) 4 aC
- Publi Sulpici Quirí (Publius Sulpicius Quirinius) 3-2 aC
- Publi Quintili Var (Publius Quinctilius Varus) (segona vegada) 2-1 aC
- Gai Cèsar (Caius Caesar) 1 aC-4 dC
- Luci Volusi Saturní (Lucius Volusius Saturninus) 4-5
- Publi Sulpici Quirí (Publius Sulpicius Quirinius) (segona vegada) 6-12
- Quint Cecili Crètic Silà (Quintus Caecilius Creticus Silanus) 12-17
- Gneu Calpurni Pisó (Gnaeus Calpurnius Piso) 17-19
- Valeri Grat (Valerius Gratus) 19-20
- Petroni (Petronius) 20-21
- Gneu Senti Saturní (Cnaeus Sentius Saturninus) 21-?
- Ali Lami (Alius Lamius) ? -32
- Publi Pomponi Flac (Publius Pomponius Flaccus) 32-35
- Luci Vitel·li (Lucius Vitellius) 35-38
- Luci Petroni (Lucius Petronius) 39-42
- Gai Vibi Mars (Caius Vibius Marsus) 42-44
- Gai Cassi Longí II (Gaius Cassius Longinus II) 44-49
- Gai Ummidi Quadrat (Gaius Ummidius Quadratus) 51-60
- Gneu Domici Corbuló (Cnaeus Domicius Corbulo) 60-63
- Gai Cesenni Pet (Caius Caesennius Paetus) 63-65
- Cesti Gal (Cestus o Cestius Gallus) 65-67
- Gai Licini Mucià (Caius Licinius Mucianus) 67- 69
- Gai Cesenni Pet 69- ?

La capital provincial fou Antioquia
Hadrià va dividir la província vers el 120 en tres: Síria Cele o simplement Síria; Síria Fenícia (o simplement Fenícia); i Síria Palestina.